# (4009) Drobyshevskij
(4009) Drobyshevskij es un asteroide perteneciente al cinturón de asteroides, descubierto el 13 de marzo de 1977 por Nikolái Stepánovich Chernyj desde el Observatorio Astrofísico de Crimea (República de Crimea).

## Designación y nombre
Designado provisionalmente como 1977 EN1. Fue nombrado Drobyshevskij en honor al físico y astrofísico ruso  Edward Mihajlovic Drobiŝevskij.